# Đá Cỏ My
Đá Cỏ My hãy Bãi Cỏ My (tiếng Anh: chưa rõ; tiếng Trung: 礼乐南礁, bính âm: Lǐyuè Nánjiāo) là một rạn san hô nằm về phần phía nam của bãi Đá Bắc thuộc cụm Bình Nguyên, quần đảo Trường Sa. Đá Cỏ My nằm về phía tây của đá Gò Già khoảng 11 km. Tọa độ của rạn san hô này là 10°51′N 116°40′E.
Đá Cỏ My là đối tượng tranh chấp giữa Việt Nam, Đài Loan, Philippines và Trung Quốc. Hiện chưa rõ nước nào thực sự kiểm soát đá này.